# Pachyornis australis
Pachyornis australis (лат.) — вымерший вид бескилевых птиц из семейства Emeidae. Эндемик Новой Зеландии.

## Внешний вид и строение
Pachyornis australis весил около 75 кг. Он был мельче, чем Pachyornis elephantopus, и его кости иногда ошибочно принимают за кости P. elephantopus из-за их сходной структуры.
Почти ничего не известно о перьевых ямках на черепе Pachyornis australis. Вполне вероятно, что увеличенные перья использовались в ритуалах ухаживания или для того, чтобы бросить вызов соперникам, но перья не были найдены, поэтому их цвет или размер неизвестны.

## Распространение и среда обитания
Pachyornis australis был эндемиком на Южного острова Новой Зеландии, где он обитал в высокогорных субальпийских лесах на северо-западе острова, особенно в окрестностях города Нельсон. Ископаемые остатки этих птиц были найдены в пещере Honeycomb Hill Cave и в других пещерах поблизости. Это был экологический эквивалент P. elephantopus в субальпийском поясе. Хотя их остатки иногда находили вместе, P. elephantopus обычно предпочитали более теплые и сухие равнинные районы. Тем не менее, вполне вероятно, что Pachyornis australis мигрировала из высокогорья на равнины зимой.

## Экология и питание
Как и все виды моа, Pachyornis australis играл роль крупных травоядных в Новой Зеландии, где нет местных наземных млекопитающих (за исключением летучих мышей). Единственный хищник, который мог ему угрожать — орел Хааста.

## Вымирание
До недавнего времени считалось, что Pachyornis australis вымерли при переходе от плейстоцена к голоцену примерно 10 000 лет назад в период значительных климатических изменений. В 2012 году, однако, радиоуглеродное датирование остатков моа из пещеры Булмер показало, что образец умер между 1396 и 1442 годами нашей эры, через 100 лет после того, как люди впервые поселились на острове. Во время климатических изменений до прибытия поселенцев Pachyornis australis следовала за изменениями высоты их субальпийских мест обитания с небольшим изменением численности популяции. Несмотря на относительно небольшое количество и ограниченный ареал, их вымирание наступило позже, чем у всех других видов моа. Нет никаких доказательств того, что люди когда-либо охотились на представителей этого вида (в отличие от всех других видов моа) и можно предположить, что их популяции были слишком изолированы и отдалены, чтобы люди могли до них добраться. Возможно, вид погубили интродуцированные млекопитающие.

## Филогения
Приводимая ниже кладограмма представляет результаты анализа 2009 года Bunce и коллег:

|  | Pachyornis australis                                                              |
|  |                                                                                   |
|  | \| \| Pachyornis elephantopus \| \| \| \| \| \| Pachyornis geranoides \| \| \| \| |
|  |                                                                                   |
|  | Pachyornis elephantopus                                                           |
|  |                                                                                   |
|  | Pachyornis geranoides                                                             |
|  |                                                                                   |

|  | Pachyornis elephantopus |
|  |                         |
|  | Pachyornis geranoides   |
|  |                         |

|  | Anomalopteryx didiformis                                             |
|  |                                                                      |
|  | \| \| Emeus crassus \| \| \| \| \| \| Euryapteryx curtus \| \| \| \| |
|  |                                                                      |
|  | Emeus crassus                                                        |
|  |                                                                      |
|  | Euryapteryx curtus                                                   |
|  |                                                                      |

|  | Emeus crassus      |
|  |                    |
|  | Euryapteryx curtus |
|  |                    |

|  | Pachyornis australis                                                              |
|  |                                                                                   |
|  | \| \| Pachyornis elephantopus \| \| \| \| \| \| Pachyornis geranoides \| \| \| \| |
|  |                                                                                   |
|  | Pachyornis elephantopus                                                           |
|  |                                                                                   |
|  | Pachyornis geranoides                                                             |
|  |                                                                                   |

|  | Pachyornis elephantopus |
|  |                         |
|  | Pachyornis geranoides   |
|  |                         |

|  | Anomalopteryx didiformis                                             |
|  |                                                                      |
|  | \| \| Emeus crassus \| \| \| \| \| \| Euryapteryx curtus \| \| \| \| |
|  |                                                                      |
|  | Emeus crassus                                                        |
|  |                                                                      |
|  | Euryapteryx curtus                                                   |
|  |                                                                      |

|  | Emeus crassus      |
|  |                    |
|  | Euryapteryx curtus |
|  |                    |